# Print Wikipedia
Print Wikipedia (с англ. — «Печатная Википедия») — электронное и частично бумажное издание английской Википедии. Является арт-проектом Майкла Мандиберга, представленным галереей Денни (англ. Denny Gallery) в Нью-Йорке летом 2015 года.
На 7 апреля 2015 года Мандиберг сверстал в электронном виде 7473 тома Википедии, каждый из которых содержал 700 страниц. 12 июля того же года проект был завершён — 7600 томов Википедии были загружены на ресурс Lulu.com, откуда они свободно могут быть распечатаны любым пользователем Интернета.
Идею проекта Мандиберг задумал в 2009 году, но столкнулся с техническими трудностями. Затем он нанял помощника — Джонатана Киритарана (англ. Jonathan Kiritharan). На выполнение задуманной работы у них ушло три года; процесс загрузки печатной версии на Lulu.com занял 24 дня 3 часа и 18 минут. Майкл считает, что всю распечатанную английскую Википедию можно будет продавать за 500 000 долларов.